# Myriochele heeri
Myriochele heeri är en ringmaskart som beskrevs av Anders Johan Malmgren 1867. Myriochele heeri ingår i släktet Myriochele och familjen Oweniidae. Arten är reproducerande i Sverige. Inga underarter finns listade i Catalogue of Life.